# Alfredo Triff
Alfredo Triff (28 december 1954) is een uit Cuba afkomstige Amerikaanse jazzviolist en componist.

## Biografie
Triff studeerde op 7-jarige leeftijd aan het nationale muziekconservatorium in Havanna o.l.v. Radosvet Bojadieff. 
Tijdens de jaren 1970 nam Triff eigentijdse muziekrichtingen op uit Europa en de Verenigde Staten en schiep een muziek, die deze avantgardische tradities met elementen verbond van de son montuno. Hij formeerde het ensemble Arte Vivo, een band met vier instrumentale componisten van het eigentijdse muziekcircuit van Havanna.
Gezien de maatschappelijk-politieke situatie op het eiland verhuisde Triff in 1980 naar de Verenigde Staten, waar hij zich aanvankelijk vestigde in New York en als muzikant werkte in het salsacircuit. Hij behoorde tot de bands van Eddie Palmieri en Kip Hanrahan, met wie hij meerdere albums inspeelde en ook optrad in Europa. Bovendien werkte hij met Arnaldo Antunes. Hij is ook te horen op albums van Jack Bruce, Emmanuel, Alfredo Rodriguez en Silvana Deluigi. In 2001 bracht hij zijn debuutalbum uit, waarna meerdere albums volgden. Bovendien componeerde hij de muziek voor meerdere korte en documentaire films en voor de triller Paraiso.van Leon Ichaso.

## Discografie
- 2001: 21 Broken Melodies at Once
- 2007: Boleros perdidos
- 2009: Dadason
- 2013: Miami Untitled
- 2015: Parodies: Jazz Music for Violin and Octet

- Gemeinsame Normdatei: 135236460
- International Standard Name Identifier: 0000 0000 5523 5318
- Library of Congress Control Number: no2013065777
- Nationale Bibliotheek van Israël: 987007320497105171
- Système universitaire de documentation: 181078139
- Virtual International Authority File: 29860039
- WorldCat: E39PBJqbjdXxHpvp9mggk7xxDq